# Martin Zlámalík
Martin Zlámalík (né le 19 avril 1982) est un coureur tchèque spécialiste du cyclo-cross.

## Biographie
À partir de la saison 2000-2001, Zlámalík est actif au niveau international. Il attire particulièrement l'attention lors de la saison 2003-2004 lorsqu'il devient champion d'Europe de cyclo-cross espoirs (moins de 23 ans) est se classe troisième du championnat du monde de cyclo-cross espoirs à domicile, à Tabor. Dans les années suivantes, chez les élites, il s'illustre notamment au niveau national. Entre autres, il remporte cinq manches de la Toi Toi Cup. En 2004 et 2011, il termine deuxième du championnat de République Tchèque de cyclo-cross. 
En 2010, il termine dixième du championnat du monde de cyclo-cross à Tabor. Entre avril 2010 et décembre 2011, il membre de l'équipe continentale Sunweb-Revor, avec laquelle il participe également à plusieurs courses cyclistes sur route et remporte une étape du Tour of Malopolska 2010.
Après la saison de cyclocross 2012-2013, Zlámalík met un terme à sa carrière cycliste à l'âge de 38 ans.

## Palmarès en cyclo-cross
- 2000-2001
  - 7e du championnat du monde de cyclo-cross espoirs
- 2003-2004
  -  Champion d'Europe de cyclo-cross espoirs
  -  Champion de République tchèque de cyclo-cross espoirs
  - Vlaamse Industrieprijs Bosduin
  - 2e du championnat de République Tchèque de cyclo-cross
  -  Médaillé de bronze du championnat du monde de cyclo-cross espoirs
- 2004-2005
  - Budvar Cup Mladá Boleslav
- 2005-2006
  - Velka Cena Holych Vrchu
- 2008-2009
  - Toi Toi Cup, Mnichovo Hradiště
  - Toi Toi Cup, Plzen
- 2009-2010
  - Toi Toi Cup, Hlinsko
  - 6e du championnat du monde de cyclo-cross
- 2010-2011 
  - 2e du championnat de République Tchèque de cyclo-cross
- 2011-2012 
  - Toi Toi Cup #2, Mnichovo Hradiště

## Palmarès sur route
- 2010
  - 1re étape du Tour of Malopolska